# Завало, Сергей Трофимович
Сергей Трофимович Зава́ло (укр. Сергі́й Трохи́мович Зава́ло; 23 февраля 1919, Анновка — 1989, Киев) — украинский советский математик, педагог, профессор, доктор физико-математических наук.

## Биография
Родился 23 февраля 1919 года в селе Анновка.
В 1941 году окончил механико-математический факультет МГУ, ученик А. Г. Куроша.
Участник Великой Отечественной войны. С августа 1942 года до конца войны, служил командиром миномётной роты 1235-го стрелкового полка 373-й стрелковой Миргородской Краснознамённой орденов Суворова и Кутузова дивизии. Подполковник в отставке.
В 1952 году защитил кандидатскую диссертацию. С 1954 — доцент, с 1958 — доктор физико-математических наук. В 1946—1957 гг. работал в Черкасском педагогическом институте.
С 1957 до 1970 года — заместитель Министра образования Украинской ССР.
В 1959—1989 преподавал в Киевском университете (доцентом, профессором). В 1970—1980 годах — заведующий кафедрой алгебры и математической логики. В 1971—1980 годах был деканом механико-математического факультета КГУ.
Жил, работал и умер в Киеве.

## Научная деятельность
Труды С. Т. Завало посвящены операторным свободным группам. Автор 10 работ по теории групп, ряда статей по методике преподавания математики, 11 учебников и пособий.

### Избранные труды
- Елементи аналізу. Алгебра многочленів. К., 1972.
- Алгебра і теорія чисел, практикум з розв’язування задач (в соавт., 1975).
- Елементи аналізу. Рівняння і нерівності, 1975.
- Алгебра і теорія чисел (в соавт., 2-е изд.) ч.1, 1977, ч.2, 1980).
- Курс алгебри, 1985.

## Награды
- Орден Красной Звезды;
- Орден Отечественной войны II степени;
- дважды Орден «Знак Почёта»;
- медаль «За отвагу»;
- Медаль «За победу над Германией в Великой Отечественной войне 1941—1945 гг.»;
- Медаль «За доблестный труд в Великой Отечественной войне 1941—1945 гг.»;
- Медаль «В ознаменование 100-летия со дня рождения Владимира Ильича Ленина»;
- медаль Макаренко;
- Почётный гражданин города Хорол (1968).